# Søren Gyldendal-priset
Søren Gyldendal-priset är ett danskt litteraturpris som har utdelats årligen sedan 1958.

## Pristagare
- 1958 – Willy-August Linnemann
- 1959 – K.E. Løgstrup och Sven Møller Kristensen
- 1960 – Thorkild Bjørnvig
- 1961 – Jørgen Hæstrup
- 1962 – Frank Jæger
- 1963 – Thorkild Hansen och Palle Lauring
- 1964 – Ole Sarvig
- 1965 – Villy Sørensen
- 1966 – P.V. Glob
- 1967 – Hans Lyngby Jepsen
- 1968 – Torben Brostrøm
- 1969 – Klaus Rifbjerg
- 1970 – Tage Kaarsted
- 1971 – Tove Ditlevsen
- 1972 – Johan Fjord Jensen
- 1973 – Poul Ørum
- 1974 – Elsa Gress
- 1975 – Leif Panduro
- 1976 – Jørgen Knudsen
- 1977 – Erik Aalbæk Jensen
- 1978 – Paul Hammerich
- 1979 – Tage Skou-Hansen
- 1980 – Hakon Lund
- 1981 – Anders Bodelsen
- 1982 – Svend Cedergreen Bech och Erik Kjersgaard
- 1983 – Inger Christensen
- 1984 – Thomas Bredsdorff
- 1985 – Svend Åge Madsen
- 1986 – Hans Edvard Nørregård-Nielsen
- 1987 – Cecil Bødker, Henrik Nordbrandt och Kirsten Thorup
- 1988 – Else Roesdahl
- 1989 – Klaus Høeck
- 1990 – Søren Mørch
- 1991 – Vita Andersen
- 1992 – Jørgen Jensen
- 1993 – Ib Michael
- 1994 – Hanne Engberg
- 1995 – Dorrit Willumsen
- 1996 – Hans Hertel
- 1997 – Bjarne Reuter
- 1998 – Niels Birger Wamberg
- 1999 – Suzanne Brøgger
- 2000 – Frans Lasson
- 2001 – Bent Vinn Nielsen
- 2002 – Bo Lidegaard
- 2003 – Hanne-Vibeke Holst
- 2004 – Keld Zeruneith
- 2005 – Pia Tafdrup
- 2006 – Jens Andersen
- 2007 – Jens Christian Grøndahl
- 2008 – Peter Øvig Knudsen
- 2009 – Ida Jessen
- 2010 – Tom Buk-Swienty
- 2011 – Naja Marie Aidt
- 2012 – Carsten Jensen
- 2013 – Jens Smærup Sørensen[1]
- 2014 – Lone Frank
- 2015 – Søren Ulrik Thomsen
- 2016 – Morten Møller
- 2017 – Kirsten Hammann
- 2018 – Anne-Marie Mai
- 2019 – Kim Leine
- 2020 – Per Fibæk
- 2020 – Sofie Hammer
- 2020 – Svend Brinkmann
- 2020 – Ursula Andkjær Olsen
- 2021 – Marcel Lysgaard Lech
- 2021 – Adam O.
- 2021 – Bente Klarlund Pedersen
- 2021 – Anne Lise Marstand-Jørgensen